# Toyota Fortuner
Der Toyota Fortuner (auch als Toyota SW4 und Toyota Hilux SW4 vermarktet) ist ein SUV, das der japanische Automobilhersteller Toyota für einige Märkte in Asien, Afrika und Südamerika herstellt.
Der Fortuner wird in Südafrika, Thailand und Südamerika gebaut und basiert auf dem Pick-up Hilux. Er besitzt drei Sitzreihen und ist mit Hinterradantrieb oder Allradantrieb erhältlich. Der Fortuner ist ein Teil von Toyotas IMV-Projekt in Thailand, das auch den Hilux und den Innova in Indonesien umfasst. Der Wagen wurde in Thailand von thailändischen und japanischen Ingenieuren entworfen.

## Erste Generation
Je nach Verkaufsort gibt es unterschiedliche Motoren, z. B. den 2,7 l-R4, Typ Toyota 2TR-FE, den 4,0 l-V6, Typ Toyota 1GR-FE mit variabler Ventilsteuerung (VVTi), den 2,5 l-R4-Turbodiesel, Typ Toyota 2KD-FTV, und den 3,0 l-R4-Turbodiesel, Typ Toyota 1KD-FTV mit Common-Rail-Einspritzung.
Die Ausstattungslinien heißen G und G Luxury für die Modelle mit Hinterradantrieb – Diesel oder Benzin – und V für die Allradantriebsmodelle – Diesel oder Benzin. Der Common-Rail-Turbodiesel im Ladeluftkühler hat eine Hutze auf der Motorhaube.
In den USA und Kanada wird der Fortuner zugunsten des 4Runner nicht angeboten.
2007 stellte Toyota Thailand die Fertigung des benzingetriebenen Allradmodells ein und baute stattdessen eine hinterradgetriebene Benzinversion.
In Thailand und auf den Philippinen ist der Fortuner das am häufigsten verkaufte SUV.

### Malaysia
Der Fortuner wird in Malaysia in zwei Ausführungen verkauft, als 2.7 V und 2.5 G.
Der 2.7 V hat einen Reihenvierzylindermotor mit 16 Ventilen, zwei obenliegenden Nockenwellen (DOHC) und variabler Ventilsteuerung (VVTi), leistet 160 bhp (118 kW) bei 5.200 min−1 und liefert ein maximales Drehmoment von 241 Nm bei 3.800 min−1. Er ist mit einem 4-stufigen Automatikgetriebe mit ECT ausgestattet.
Der 2.5 G hat einen Reihenvierzylinder-Turbodieselmotor mit zwei obenliegenden Nockenwellen (DOHC), leistet 102 bhp (75 kW) bei 3.600 min−1 und hat ein maximales Drehmoment von 260 Nm bei 1.600–2.400 min−1. Ursprünglich gab es den 2.5 G nur mit Fünfgang-Schaltgetriebe, aber seit dem Facelift 2009 wird ein 4-stufiges Automatikgetriebe geliefert.

### Philippinen
Dort wurde der Fortuner 2005 eingeführt und ergänzte das bisherige SUV-Angebot mit dem RAV4 und dem Land Cruiser. Er wird in drei Varianten verkauft: als 2.7 G (Benzin), als 2.5 G (Diesel) und als 3.0 V (Diesel).

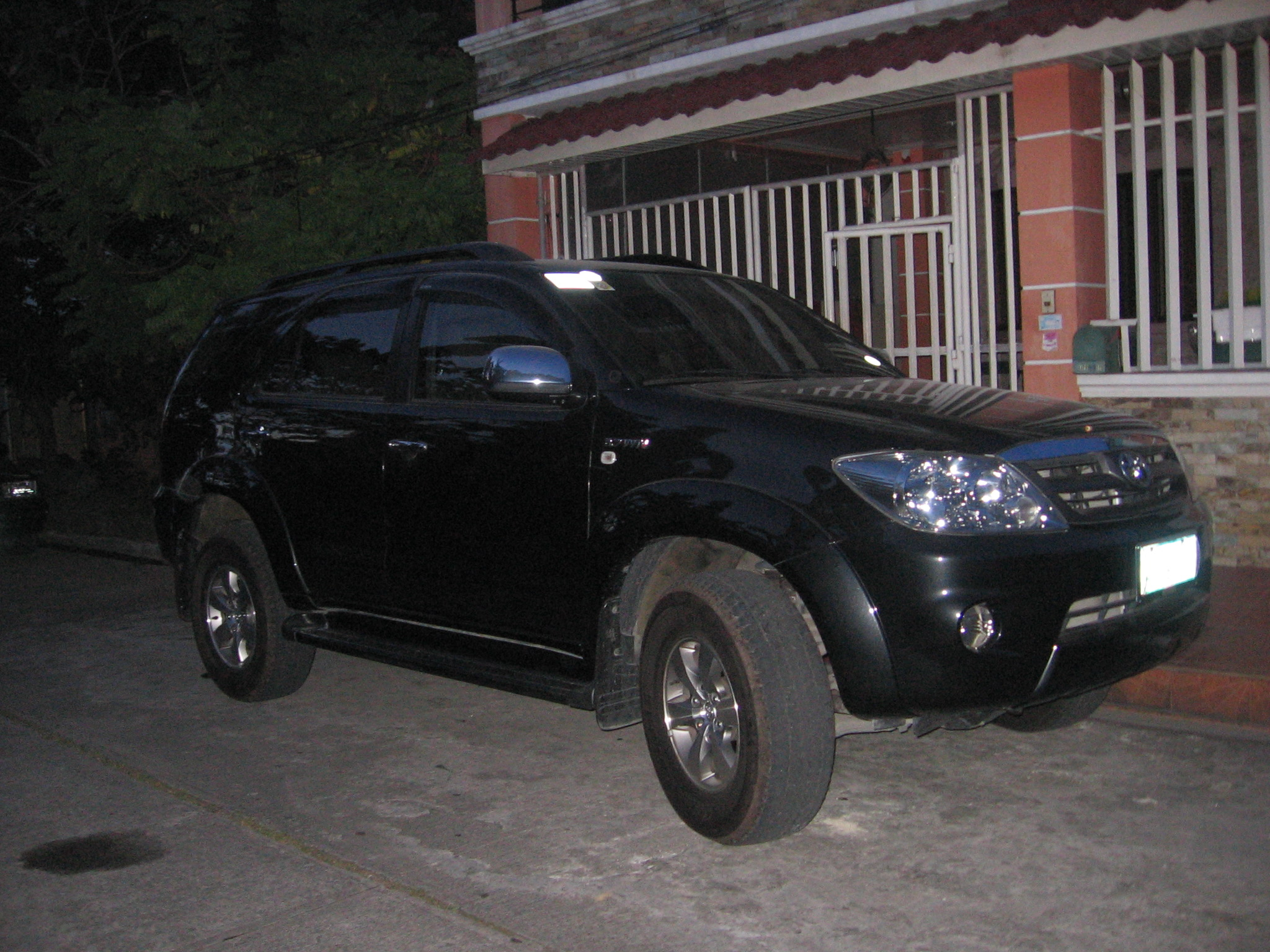
Toyota Fortuner für den philippinischen Markt

Das Modell 2.7 G ist mit dem 2,7 l-R4-Motor  mit VVTi, Typ Toyota 2TR-FE, ausgestattet, der 160 bhp (118 kW) bei 5.200 min−1 und ein Drehmoment von 241 Nm bei 3.800 min−1 produziert. Das Modell 2.5 G hat den 2,5 l-R4-Turbodieselmotor, Typ Toyota 2KD-FTV, mit Common-Rail-Einspritzung (D-4D), der 102 bhp (75 kW) bei 3.600 min−1 leistet und 260 Nm Drehmoment bei 1.600–2.400 min−1 bietet. Das Spitzenmodell 3.0 V wird nur mit Allradantrieb geliefert und besitzt den 3.0 l-R4-Motor mit D-4D-Einspritzung, einer Leistung von 163 bhp (120 kW) bei 3.400 min−1 und einem maximalen Drehmoment von 343 Nm bei 1.400–3.200 min−1. Alle drei Modelle sind nur mit Automatikgetriebe verfügbar.
Der Fortuner ist zurzeit trotz neuerer Konkurrenz das am häufigsten verkaufte SUV auf den Philippinen. Der Ford Everest und der Mitsubishi Montero Sport verkaufen sich schlechter.

### Indonesien
Dort wurde der Fortuner erstmals auf der Jakarta International Motor Show 2005 präsentiert. Er füllt die Lücke zwischen dem RAV4 und dem Land Cruiser.
Ursprünglich gab es ihn als 2.7 G und 2.7 V. Später kam das Modell 2.5 G dazu. Der 3,0 l-V6-Turbodiesel wird in Indonesien nicht offiziell angeboten, wurde aber speziell für den Einsatz auf Sumatra und Kalimantan eingeführt, wo er sich als sehr begehrt erwies.
Der 2.7 G hat den bekannten 2,7 l-R4-Motor mit vierstufiger Automatik und Hinterradantrieb. Besonders beliebt ist dieses Modell in großen Städten wegen seines Automatikgetriebes. Der 2.7 V hat zusätzlich Allradantrieb und hat sich außerhalb Javas bewährt, wo es durchgängig schlechte Straßen gibt. Der 2.5 G kam später dazu, aber gilt wegen seines Dieselmotors mit nur 102 bhp (75 kW) als untermotorisiert für seine Größe. Er hat ein manuelles Fünfganggetriebe. Seine Version mit größerer Bodenfreiheit wurde als unsicher und nicht aerodynamisch bei höheren Geschwindigkeiten kritisiert. Dennoch verkauft sich der Wagen ganz gut, da viele Indonesier der Marke Toyota vertrauen. Außerdem gilt er auf lange Sicht als wirtschaftlich.
Bei seinem Erscheinen verkaufte sich der Fortuner gut in Indonesien, konnte aber die kleineren Honda CR-V und den Nissan X-Trail nie überflügeln, da diese SUV als effektiver und besser für den Gebrauch in Städten geeignet gelten. Auf dem Land hat aber der Fortuner Vorteile, da man mit ihm viele Leute transportieren kann. Der ehemalige Präsident von Indonesien, Susilo Bambang Yudhoyono, besaß privat einen grauen Fortuner mit Allradantrieb, mit dem er öfters bei seinen Kampagnen zur Präsidentenwahl 2009 gesehen wurde.

### Singapur
In Singapur wurde der Fortuner 2005 eingeführt und sofort begeistert aufgenommen. Das Problem bestand darin, im städtischen Dschungel einen Parkplatz für dieses SUV zu finden. Insbesondere in Parkhäusern kann seine Höhe von 1,85 m Schwierigkeiten bereiten. Vom Modell 2009 verkauften sich bisher weniger als 1.000 Stück (Stand August 2009).

### Südamerika
In Südamerika wurde das Modell zunächst als Hilux SW4, ab dem Facelift einfach als SW4 angeboten. Es trat hier die Nachfolge des Toyota 4Runner (N180) an, der ebenfalls unter diesem Namen angeboten worden war. Die Produktion begann bei Toyota Argentina im Jahr 2005.

### Modell 2009
Im August 2008 kam ein geringfügig überarbeitetes Modell des Fortuner heraus. Es hat neue Scheinwerfer mit Projektorlinsen, ein neues Armaturenbrett, neue Rückleuchten, ein DVD-basiertes Navigationssystem, einen Bluetooth-Anschluss, eine neue Innenausstattung in hellbeige, bei den Allradantriebsmodellen einen elektronisch einstellbaren Fahrersitz, Luftauslässe der Klimaanlage für die zweite und dritte Sitzreihe, eine neu entwickelte Stabilitätskontrolle, Traktionskontrolle und elektronische Bremskraftverteilung mit Bremsassistent. Seine Front ähnelt der des Land Cruiser.

## Zweite Generation

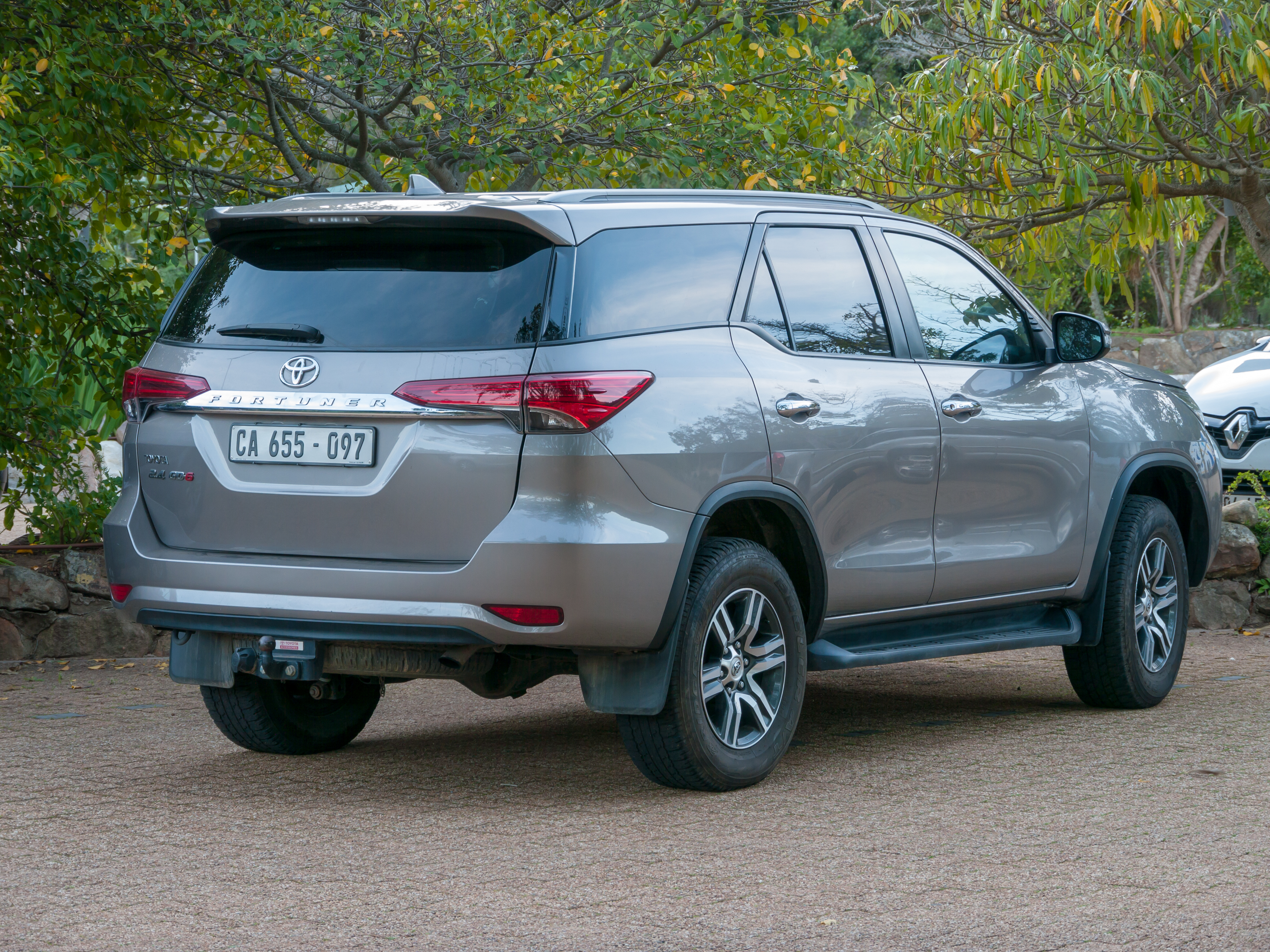
Heckansicht

2015 wurde auf Basis des Hilux AN120/AN130 ein neues Modell auf den Markt gebracht. Es ist optional mit einem neu entwickelten 2,8-Liter-Dieselmotor und fünf oder sieben Sitzen erhältlich. 2020 wurde eine überarbeitete Version und 2023 eine Mild-Hybrid-Version präsentiert.

### Technische Daten
|                                             | 2.7 VVT-i                | 4.0 V6                   | 2.4 GD                      | 2.8 GD                                                      | 2.8 GD                      | 2.8 GD                   |
| Bauzeitraum                                 | seit 2015                | seit 2015                | seit 2015                   | 2015–2020                                                   | seit 2020                   | seit 2023                |
| Motorkenndaten                              |                          |                          |                             |                                                             |                             |                          |
| Motortyp                                    | R4-Ottomotor             | V6-Ottomotor             | R4-Dieselmotor              | R4-Dieselmotor                                              | R4-Dieselmotor              | R4-Dieselmotor           |
| Hubraum                                     | 2694 cm³                 | 3956 cm³                 | 2393 cm³                    | 2755 cm³                                                    | 2755 cm³                    | 2755 cm³                 |
| max. Leistung bei min−1                     | 122 kW (166 PS)/5200     | 175 kW (238 PS)/5200     | 110 kW (150 PS)/3400        | 130 kW (177 PS)/3400                                        | 150 kW (204 PS)/3000–3400   | 165 kW (224 PS)/3400     |
| max. Drehmoment bei min−1                   | 245 Nm/4000              | 376 Nm/3800              | 400 Nm/1600–2000            | 420 Nm/1400–2600 [450 Nm/1600–2400]                         | 500 Nm/1600–2800            | 550 Nm/1600–2800         |
| Kraftübertragung                            |                          |                          |                             |                                                             |                             |                          |
| Antrieb, serienmäßig                        | Hinterradantrieb         | Allradantrieb            | Hinterradantrieb            | Hinterradantrieb                                            | Hinterradantrieb            | Allradantrieb            |
| Antrieb, optional                           | —                        | —                        | —                           | (Allradantrieb)                                             | (Allradantrieb)             | —                        |
| Getriebe, serienmäßig                       | 6-Gang-Automatikgetriebe | 6-Gang-Automatikgetriebe | 6-Gang-Schaltgetriebe       | 6-Gang-Schaltgetriebe                                       | 6-Gang-Automatikgetriebe    | 6-Gang-Automatikgetriebe |
| Getriebe, serienmäßig                       | —                        | —                        | [6-Gang-Automatikgetriebe]  | [6-Gang-Automatikgetriebe]                                  | —                           | —                        |
| Messwerte                                   |                          |                          |                             |                                                             |                             |                          |
| Höchstgeschwindigkeit                       | 175 km/h                 | 180 km/h                 | 175 km/h [170 km/h]         | 180 km/h                                                    | 175 km/h (180 km/h)         | k. A.                    |
| Beschleunigung, 0–100 km/h                  | 12,4 s                   | 9,4 s                    | 13,2 s [12,7 s]             | 11,2 s [10,8 s]                                             | k. A.                       | k. A.                    |
| Kraftstoffverbrauch auf 100 km (kombiniert) | 10,5 l Super             | 12,0 l Super             | 7,0 l Diesel [7,9 l Diesel] | 7,5 l Diesel (7,8 l Diesel) [8,0 l Diesel] ([8,5 l Diesel]) | 7,6 l Diesel (7,9 l Diesel) | k. A.                    |
| CO2-Emissionen (kombiniert)                 | 247 g/km                 | 277 g/km                 | 184 g/km [208 g/km]         | 196 g/km (204 g/km) [212 g/km] ([224 g/km])                 | 201 g/km (209 g/km)         | k. A.                    |
| Tankinhalt                                  | 80 l                     | 80 l                     | 80 l                        | 80 l                                                        | 80 l                        | 80 l                     |